# حديقة جبال غريت سموكي الوطنية

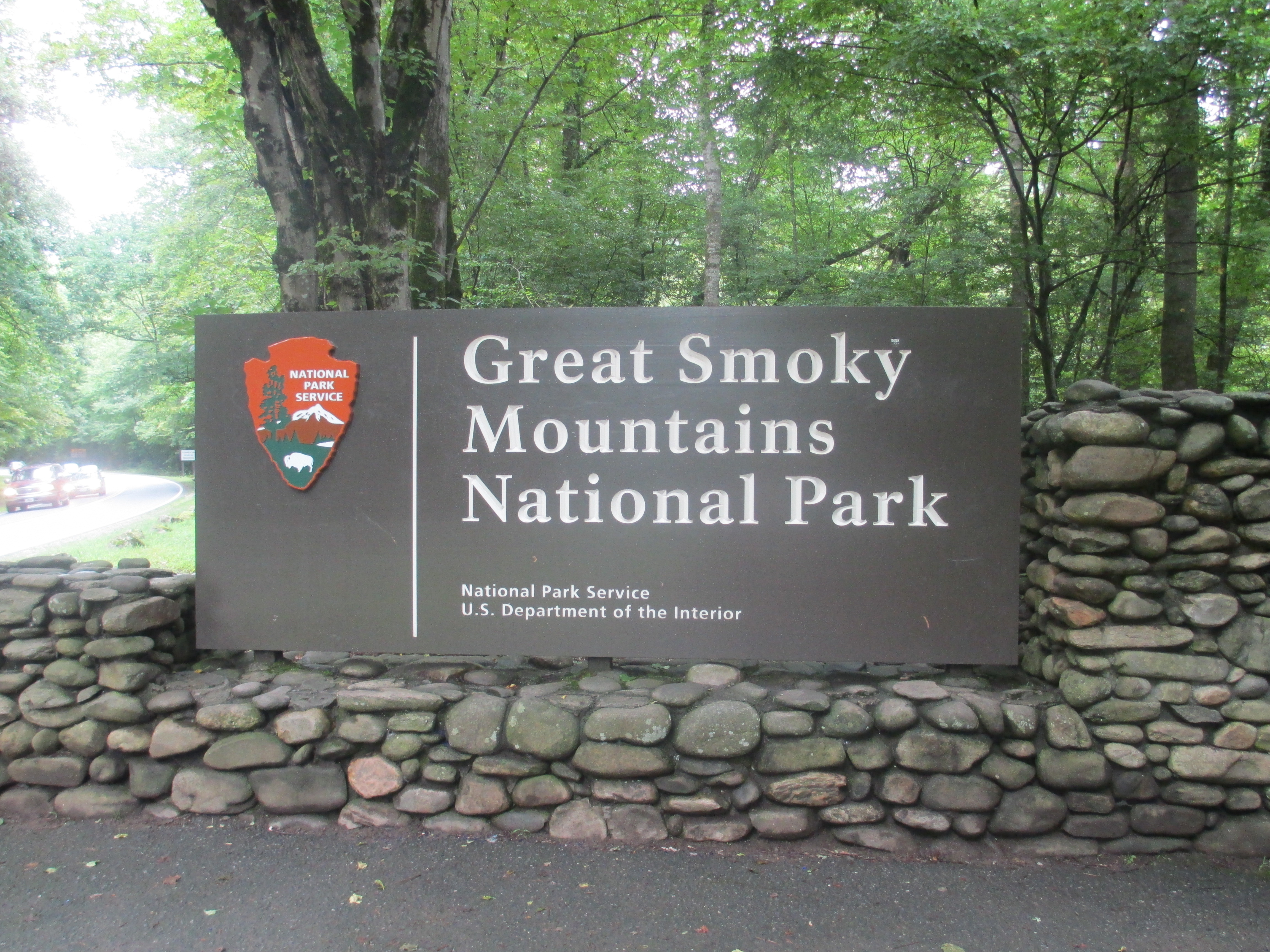
مدخل حديقة جبال غريت سموكي الوطنية

حديقة جبال غريت سموكي الوطنية (بالإنجليزية: Great Smoky Mountains National Park)‏ هي حديقة وطنية وموقع تراث عالمي تقع على الحدود بين ولايتي نورث كارولينا وتينيسي في الولايات المتحدة. تعد هذه الحديقة التي تم المصادقة على جعلها حديقة وطنية من قبل الرئيس فرانكلين روزفلت عام 1940 الأكثر من حيث عدد الزيارات في الولايات المتحدة، وتغطي مساحة 2114 كم مربع.

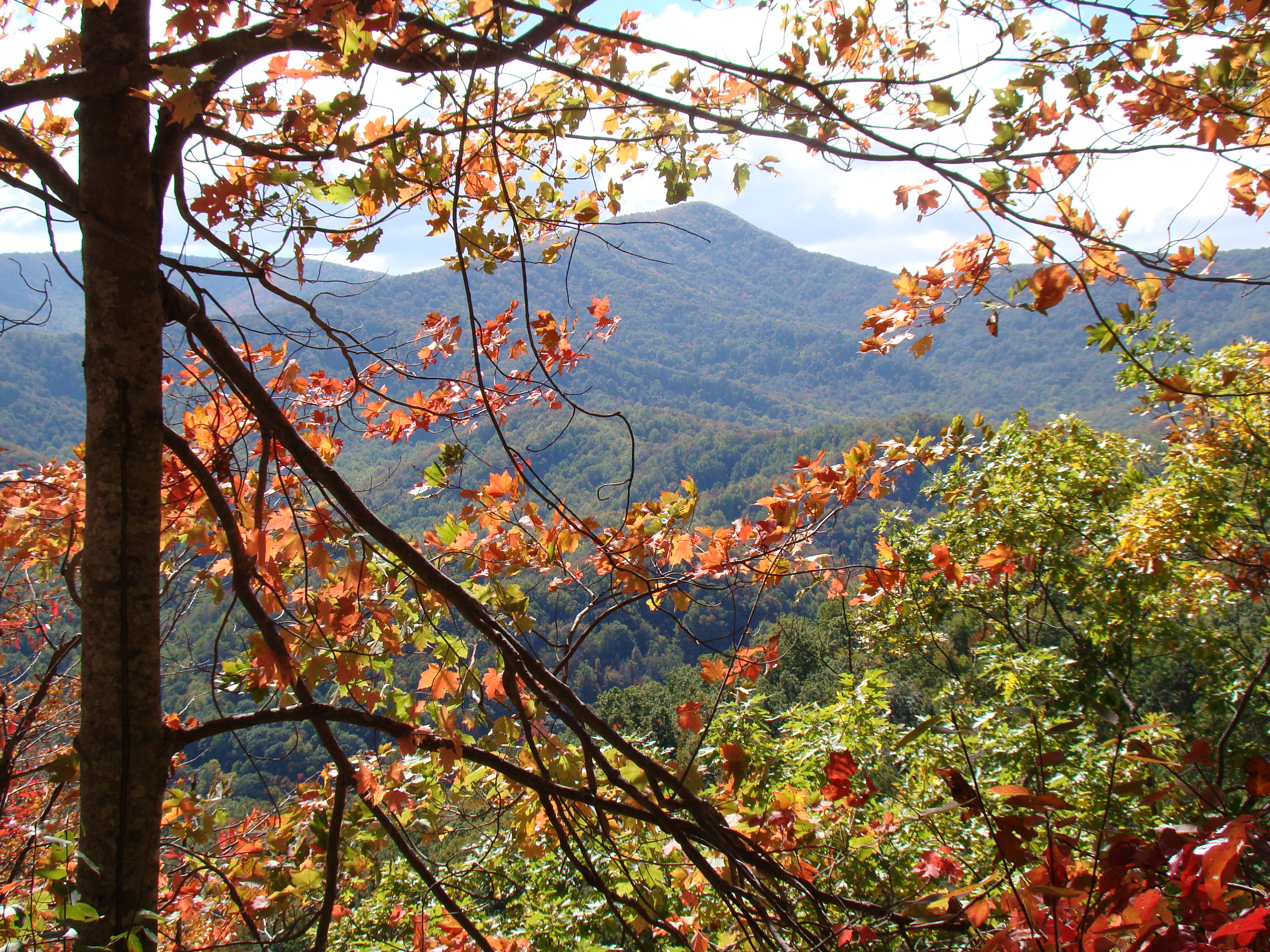
حديقة جبال غريت سموكي الوطنية

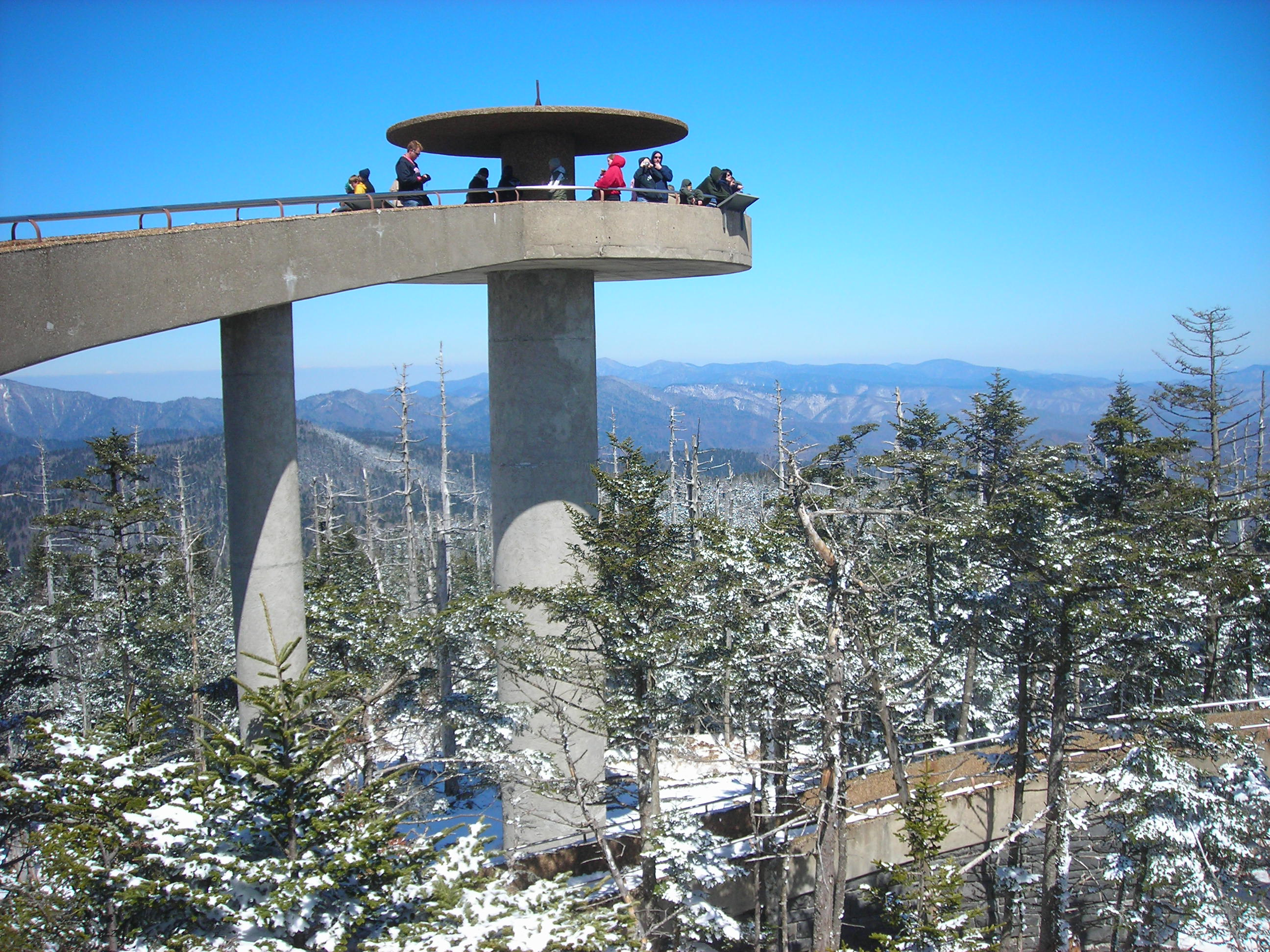
برج الملاحظة في الحديقة

## المناخ
يظهر الجدول التالي التغييرات المناخية على مدار السنة لحديقة جبال غريت سموكي الوطنية:
| البيانات المناخية لـحديقة جبال غريت سموكي الوطنية | البيانات المناخية لـحديقة جبال غريت سموكي الوطنية | البيانات المناخية لـحديقة جبال غريت سموكي الوطنية | البيانات المناخية لـحديقة جبال غريت سموكي الوطنية | البيانات المناخية لـحديقة جبال غريت سموكي الوطنية | البيانات المناخية لـحديقة جبال غريت سموكي الوطنية | البيانات المناخية لـحديقة جبال غريت سموكي الوطنية | البيانات المناخية لـحديقة جبال غريت سموكي الوطنية | البيانات المناخية لـحديقة جبال غريت سموكي الوطنية | البيانات المناخية لـحديقة جبال غريت سموكي الوطنية | البيانات المناخية لـحديقة جبال غريت سموكي الوطنية | البيانات المناخية لـحديقة جبال غريت سموكي الوطنية | البيانات المناخية لـحديقة جبال غريت سموكي الوطنية | البيانات المناخية لـحديقة جبال غريت سموكي الوطنية |
| الشهر                                             | يناير                                             | فبراير                                            | مارس                                              | أبريل                                             | مايو                                              | يونيو                                             | يوليو                                             | أغسطس                                             | سبتمبر                                            | أكتوبر                                            | نوفمبر                                            | ديسمبر                                            | المعدل السنوي                                     |
| ------------------------------------------------- | ------------------------------------------------- | ------------------------------------------------- | ------------------------------------------------- | ------------------------------------------------- | ------------------------------------------------- | ------------------------------------------------- | ------------------------------------------------- | ------------------------------------------------- | ------------------------------------------------- | ------------------------------------------------- | ------------------------------------------------- | ------------------------------------------------- | ------------------------------------------------- |
| متوسط درجة الحرارة الكبرى °ف (°م)                 | 40.5 (4.7)                                        | 43.9 (6.6)                                        | 51.5 (10.8)                                       | 61.5 (16.4)                                       | 67.5 (19.7)                                       | 73.3 (22.9)                                       | 75.6 (24.2)                                       | 75.4 (24.1)                                       | 71.4 (21.9)                                       | 63.8 (17.7)                                       | 52.5 (11.4)                                       | 43.7 (6.5)                                        | 60.1 (15.6)                                       |
| المتوسط اليومي °ف (°م)                            | 31.2 (−0.4)                                       | 34.1 (1.2)                                        | 40.5 (4.7)                                        | 49.2 (9.6)                                        | 56.4 (13.6)                                       | 63.2 (17.3)                                       | 66.2 (19.0)                                       | 65.7 (18.7)                                       | 60.7 (15.9)                                       | 52.3 (11.3)                                       | 42.3 (5.7)                                        | 34.3 (1.3)                                        | 49.7 (9.8)                                        |
| متوسط درجة الحرارة الصغرى °ف (°م)                 | 21.9 (−5.6)                                       | 24.2 (−4.3)                                       | 29.6 (−1.3)                                       | 36.9 (2.7)                                        | 45.3 (7.4)                                        | 53.1 (11.7)                                       | 56.7 (13.7)                                       | 55.9 (13.3)                                       | 50.0 (10.0)                                       | 40.8 (4.9)                                        | 32.1 (0.1)                                        | 24.9 (−3.9)                                       | 39.4 (4.1)                                        |
| الهطول إنش (مم)                                   | 7.38 (187)                                        | 6.56 (167)                                        | 6.69 (170)                                        | 5.65 (144)                                        | 6.61 (168)                                        | 6.75 (171)                                        | 7.17 (182)                                        | 5.72 (145)                                        | 6.38 (162)                                        | 4.89 (124)                                        | 7.60 (193)                                        | 6.48 (165)                                        | 77.88 (1٬978)                                     |
| متوسط الرطوبة النسبية (%)                         | 71.9                                              | 72.8                                              | 68.1                                              | 64.4                                              | 76.2                                              | 82.8                                              | 83.6                                              | 85.4                                              | 82.7                                              | 74.7                                              | 72.8                                              | 76.2                                              | 76.0                                              |
| المصدر: PRISM Climate Group                       |                                                   |                                                   |                                                   |                                                   |                                                   |                                                   |                                                   |                                                   |                                                   |                                                   |                                                   |                                                   |                                                   |